# Anouar Brahem

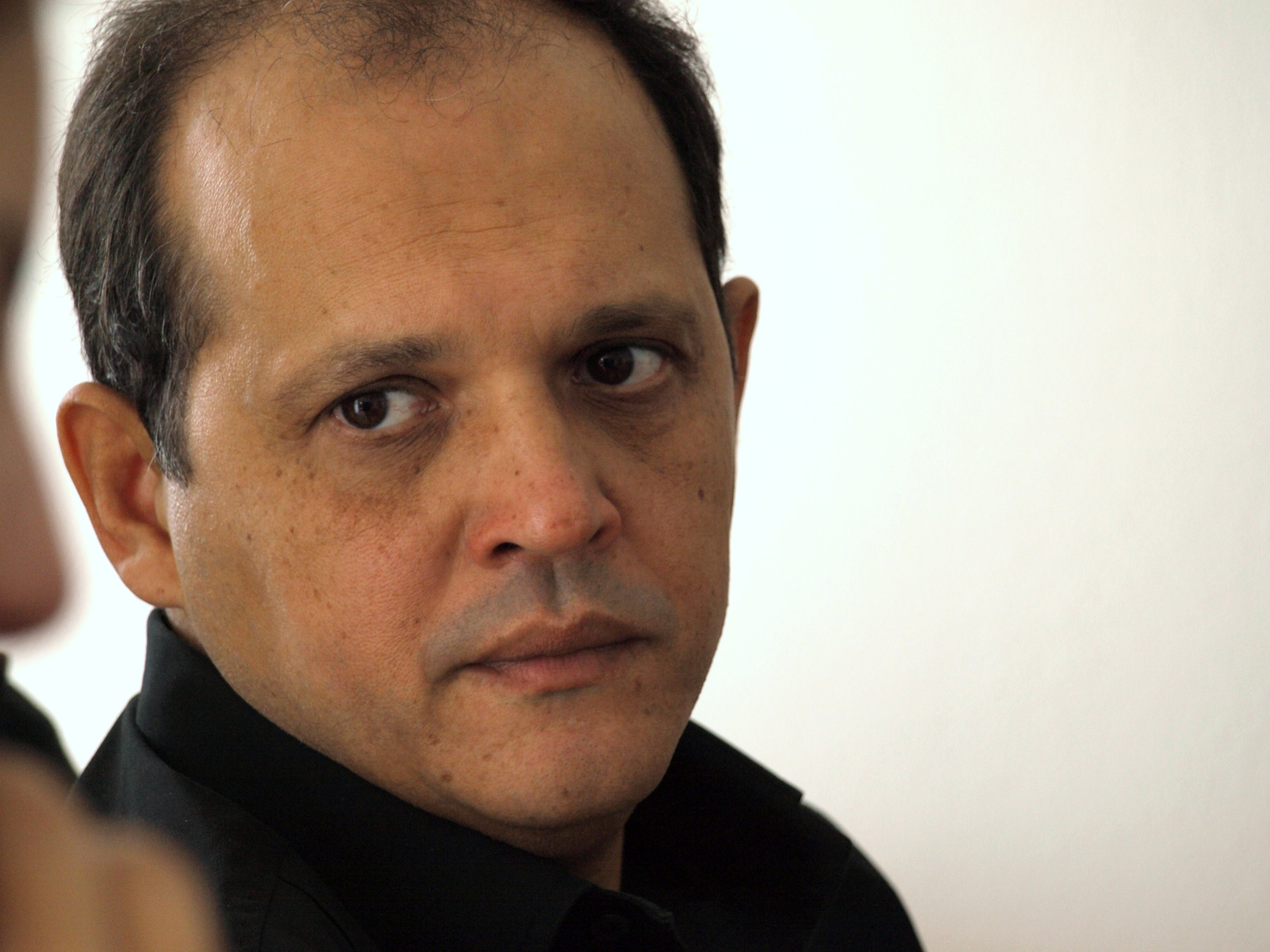
Retrato de Anouar Brahem.

Anouar Brahem, nacido el 20 de octubre de 1957 en Túnez (barrio de Halfaouine), es un músico y compositor tunecino.

## Biografía
A la edad de 10 años se inscribe en el Conservatorio Nacional de Música de Tunicia, y comienza a formar parte de orquestas a los 15 años. Versado en el laúd árabe, compone para su instrumento y para diversas formaciones (en particular de jazz). En 1981 se instala durante cuatro años en París, y durante este tiempo colabora con Maurice Béjart y compone numerosas obras originales, principalmente para el cine tunecino.
Entre 1985 y 1990, de regreso a su país, continúa su trabajo de composición y, tras muchos conciertos, adquiere notoriedad pública. En 1987 consigue la dirección de la ensemble musical de la ciudad de Túnez y, en 1988, abre el Festival Internacional de Cartago con Leilatou tayer. Tunis Hebdo escribe: Referencia vacía (ayuda).. En 1990 levanta el vuelo, haciendo una gira por los Estados Unidos y Canadá y, en 1992, le llaman para concebir y participar activamente en la creación del Centro de Músicas Árabes y Mediterráneas, instalado en el palacio Ennajma Ezzahra del barón de Erlanger, en Sidi Bou Saïd.
Además de sus propios álbumes, escribe también música para películas y participa, con el libanés Rabih Abou-Khalil, en esta corriente musical contemporánea que reúne música árabe y occidental. Este «maestro del hechizo» que crea «una música a la vez totalmente anclada en una cultura ancestral altamente sofisticada y eminentemente contemporánea en su ambición universalista», ha tocado y grabado con ases del jazz contemporáneo, a destacar: Jan Garbarek, Jack DeJohnette, Dave Holland, John Surman, Jean-Louis Matinier o Richard Galliano.
En 2006, inmediatamente después de la Guerra del Líbano de 2006, Anouar Brahem se coloca tras la cámara y realiza su primer documental, titulado Palabras al modo de la guerra. Ambientada en el Líbano, la película se articula como una narración en torno a conversaciones recogidas al lado de artistas y de intelectuales libaneses al día siguiente del alto el fuego intervenido tras la guerra del verano del 2006 entre Israel y el Líbano.

## Discografía
Brahem es esencialmente publicado por el sello muniqués Edition of Contemporary Music (ECM).
- Barzakh: Anouar Brahem (laúd árabe), Béchir Selmi (violín), Lassad Hosni (percusión). ECM 1432, 1991.
- Conte de l'incroyable amour: Anouar Brahem (laúd árabe), Barbaros Erköse (clarinete), Kudsi Erguner (nay), Lassad Hosni (bendir y darbouka). ECM 1457, 1992.
- Madar: Jan Garbarek (saxofón), Anouar Brahem (laúd árabe), Ustad Shaukat Hussain (tablas). ECM 1515, 1994.
- Khomsa: Anouar Brahem (laúd árabe), Richard Galliano (acordeón), François Couturier (piano y sintetizador), Jean-Marc Larché (saxofón soprano), Béchir Selmi (violín), Palle Danielsson (contrabajo), Jon Christensen (batería). ECM 1561, 1995.
- Thimar: Anouar Brahem (laúd árabe), John Surman (clarinete bajo y saxofón soprano), Dave Holland (contrabajo). ECM 1641, 1998.
- Astrakan Café: Anouar Brahem (laúd árabe), Barbaros Erköse (clarinete), Lassad Hosni (bendir y darbouka). ECM 1718, 2000.
- Charmediterranéen: Orchestre National de Jazz, dirigida por Paolo Damiani, con Anouar Brahem y Gianluigi Trovesi. ECM 1828, 2002.
- Le Pas du Chat Noir: Anouar Brahem (laúd árabe), François Couturier (piano), Jean-Louis Matinier (acordeón). ECM 1792, 2002.
- Vague (edición disponible solamente en Francia y Bélgica): una selección de las más bellas melodías de Anouar Brahem. 2003.
- Le Voyage de Sahar: Anouar Brahem (laúd árabe), François Couturier (piano), Jean-Louis Matinier (acordeón). ECM 1915, 2006.
- The Astounding Eyes of Rita: Anouar Brahem (laúd árabe), Klaus Gesing (clarinete bajo), Björn Meyer (bajo), Khaled Yassine (darbouka y bendir). ECM, 2009.
- Souvenance. Anouar Brahem (laúd árabe), François Couturier (piano), Klaus Gesing (clarinete bajo), Björn Meyer (bajo) y la Orquesta de la Svizzera Italiana (director, Pietro Mianiti). ECM, 2014.
- Blue maqams. Anouar Brahem (laúd árabe), Django Bates (piano), Dave Holland (bajo), Jack DeJohnette (batería). ECM, 2017.
- After the Last Sky. Anouar Brahem (laúd árabe), Django Bates (piano), Anja Lechner (cello), Dave Holland (bajo). ECM 2838, 7 de marzo de 2025.
  - Temas
    - Remembering Hind
    - After the Last Sky
    - Endless Wandering
    - The Eternal Olive Tree
    - Awake
    - In the Shade of your Eyes
    - Dancing under the Meteorites
    - The Sweet Oranges of Jaffa
    - Never Forget
    - Edward Said's Reverie
    - Vague

## Filmografía
- Mots d'après la guerre (2007), seleccionada para en elFestival de Locarno 2007.

## BSO de películas
- 1994: Los silencios del palacio (Samt el qusur), de Moufida Tlatli.
- 1992: Bezness, de Nouri Bouzid.
- 1990: Halfaouine, el niño de las terrazas (Asfour stah), de Férid Boughedir.